# The Corn Is Green (1979)
The Corn Is Green is een Amerikaanse dramafilm uit 1979 onder regie van George Cukor.

## Verhaal
Lilly Moffat is getroffen door de slechte leefomstandigheden in een mijnwerkersdorp in Wales. Ze besluit er een school op te richten voor arme kinderen. Een van haar leerlingen blijkt erg begaafd te zijn.

## Rolverdeling
| Acteur            | Personage          |
| ----------------- | ------------------ |
| Katharine Hepburn | Lilly Moffat       |
| Ian Saynor        | Morgan Evans       |
| Bill Fraser       | Landheer           |
| Patricia Hayes    | Mevrouw Watty      |
| Anna Massey       | Juffrouw Ronberry  |
| Artro Morris      | John Goronwy Jones |
| Dorothea Phillips | Sarah Pugh         |
| Toyah Willcox     | Bessie Watty       |
| Huw Richards      | Idwal              |
| Bryn Fôn          | Robbart            |
| Dyfan Roberts     | Gwyn               |
| Robin John        | Ivor               |